# John Hicks (hudebník)
John Hicks (21. prosince 1941 – 10. května 2006) byl americký klavírista, hudební skladatel a aranžér.

## Život
Narodil se v Atlantě jako nejstarší z pěti sourozenců. S rodinou se často stěhoval. Na klavír začal hrát v šesti nebo sedmi letech v Los Angeles – jeho prvním učitelem byla jeho matka. Rovněž dostával lekce hry na varhany a zpíval v kostelním sboru. Později studoval hudbu na Lincolnově univerzitě v Pensylvánii (zde sdílel pokoj s bubeníkem Ronaldem Shannonem Jacksonem) a krátce také na Berklee College of Music. V roce 1963 se usadil v New Yorku. Zde zpočátku doprovázel zpěvačku Dellu Reese. Během své kariéry spolupracoval s desítkami dalších hudebníků, mezi něž patří například Art Blakey, Bobby Hutcherson, Cecil McBee, Pharoah Sanders, Chico Freeman a Idris Muhammad. Zemřel v New Yorku na následky vnitřního krvácení ve věku 64 let.